# Libertador General Bernardo O'Higgins
Region O'Higgins (plným názvem „Region osvoboditele generála Bernarda O'Higginse“) je jedním z chilských regionů. Je pojmenován po chilském národním hrdinovi Bernardu O'Higginsovi. Leží ve střední části země, sousedí na severu s metropolitním regionem Santiaga a regionem Valparaíso, na jihu s regionem Maule. Na východě je ohraničen státní hranicí s Argentinou, na západě Pacifikem. Zabírá 2,16 % rozlohy celého Chile a žije zde 5,16 % chilské populace. Hlavním městem je Rancagua. Na území regionu se nachází hornické městečko Sewell zapsané na seznamu světového dědictví UNESCO.

## Administrativní dělení regionu
Region se dále dělí na 3 provincie a 33 komun.
| \| Provincie \| Komuna \| \| ----------------------- \| ----------------------- \| \| Provincie Cachapoal \| 1 Codegua \| \| Provincie Cachapoal \| 2 Coínco \| \| Provincie Cachapoal \| 3 Coltauco \| \| Provincie Cachapoal \| 4 Doñihue \| \| Provincie Cachapoal \| 5 Graneros \| \| Provincie Cachapoal \| 6 Las Cabras \| \| Provincie Cachapoal \| 7 Machalí \| \| Provincie Cachapoal \| 8 Malloa \| \| Provincie Cachapoal \| 9 Mostazal \| \| Provincie Cachapoal \| 10 Olivar \| \| Provincie Cachapoal \| 11 Peumo \| \| Provincie Cachapoal \| 12 Pichidegua \| \| Provincie Cachapoal \| 13 Quinta de Tilcoco \| \| Provincie Cachapoal \| 14 Rancagua \| \| Provincie Cachapoal \| 15 Rengo \| \| Provincie Cachapoal \| 16 Requínoa \| \| Provincie Cachapoal \| 17 San Vicente de Tagua \| \| Provincie Cardenal Caro \| 18 La Estrella \| \| Provincie Cardenal Caro \| 19 Litueche \| \| Provincie Cardenal Caro \| 20 Marchihue \| \| Provincie Cardenal Caro \| 21 Navidad \| \| Provincie Cardenal Caro \| 22 Paredones \| \| Provincie Cardenal Caro \| 23 Pichilemu \| \| Provincie Colchagua \| 24 Chépica \| \| Provincie Colchagua \| 25 Chimbarongo \| \| Provincie Colchagua \| 26 Lolol \| \| Provincie Colchagua \| 27 Nancagua \| \| Provincie Colchagua \| 28 Palmilla \| \| Provincie Colchagua \| 29 Peralillo \| \| Provincie Colchagua \| 30 Placilla \| \| Provincie Colchagua \| 31 Pumanque \| \| Provincie Colchagua \| 32 San Fernando \| \| Provincie Colchagua \| 33 Santa Cruz \| |                         |
| Provincie | Komuna                  |
| Provincie Cachapoal | 1 Codegua               |
| Provincie Cachapoal | 2 Coínco                |
| Provincie Cachapoal | 3 Coltauco              |
| Provincie Cachapoal | 4 Doñihue               |
| Provincie Cachapoal | 5 Graneros              |
| Provincie Cachapoal | 6 Las Cabras            |
| Provincie Cachapoal | 7 Machalí               |
| Provincie Cachapoal | 8 Malloa                |
| Provincie Cachapoal | 9 Mostazal              |
| Provincie Cachapoal | 10 Olivar               |
| Provincie Cachapoal | 11 Peumo                |
| Provincie Cachapoal | 12 Pichidegua           |
| Provincie Cachapoal | 13 Quinta de Tilcoco    |
| Provincie Cachapoal | 14 Rancagua             |
| Provincie Cachapoal | 15 Rengo                |
| Provincie Cachapoal | 16 Requínoa             |
| Provincie Cachapoal | 17 San Vicente de Tagua |
| Provincie Cardenal Caro | 18 La Estrella          |
| Provincie Cardenal Caro | 19 Litueche             |
| Provincie Cardenal Caro | 20 Marchihue            |
| Provincie Cardenal Caro | 21 Navidad              |
| Provincie Cardenal Caro | 22 Paredones            |
| Provincie Cardenal Caro | 23 Pichilemu            |
| Provincie Colchagua | 24 Chépica              |
| Provincie Colchagua | 25 Chimbarongo          |
| Provincie Colchagua | 26 Lolol                |
| Provincie Colchagua | 27 Nancagua             |
| Provincie Colchagua | 28 Palmilla             |
| Provincie Colchagua | 29 Peralillo            |
| Provincie Colchagua | 30 Placilla             |
| Provincie Colchagua | 31 Pumanque             |
| Provincie Colchagua | 32 San Fernando         |
| Provincie Colchagua | 33 Santa Cruz           |

## Fotogalerie

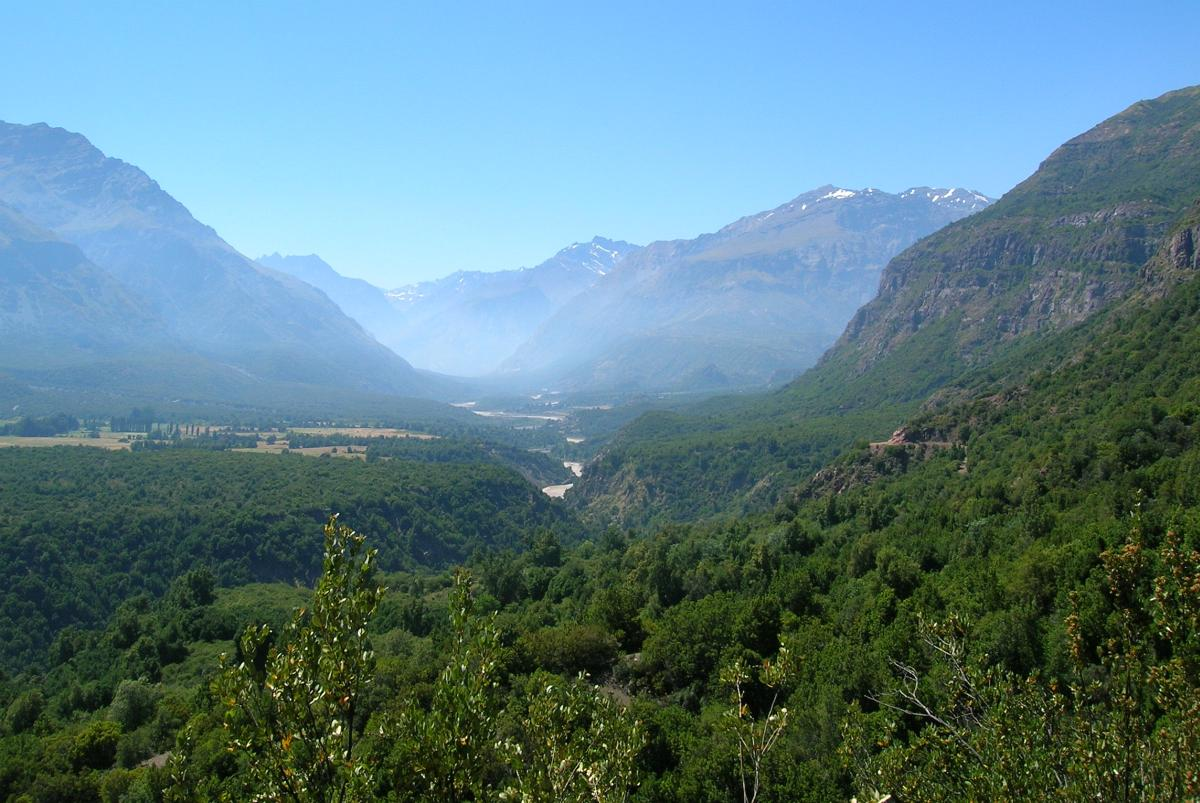
rezervace Río Cipreses Hualo
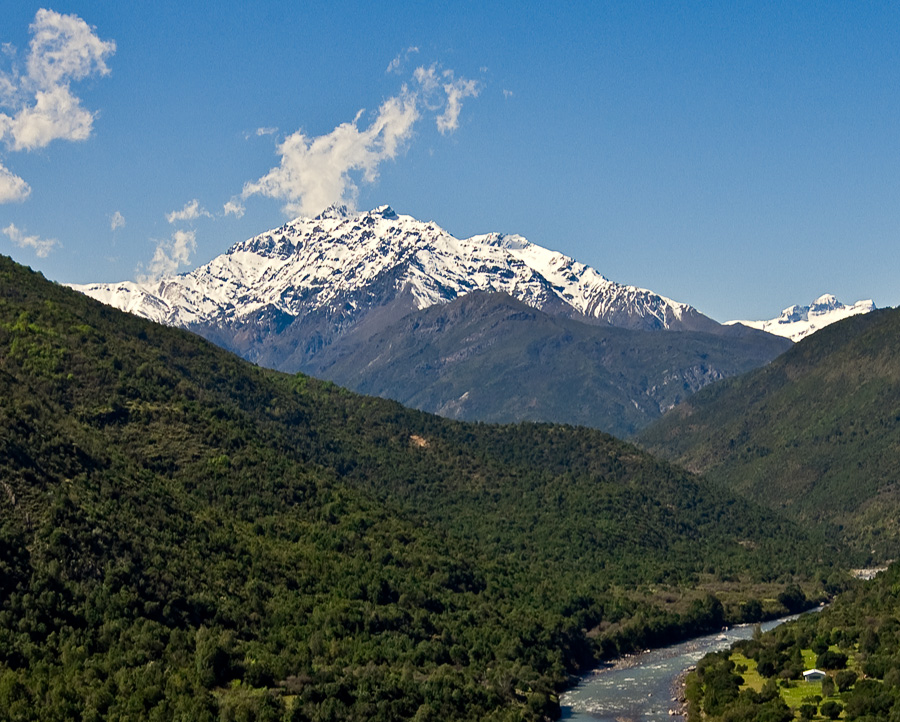
Cerro Alto de los Lirios
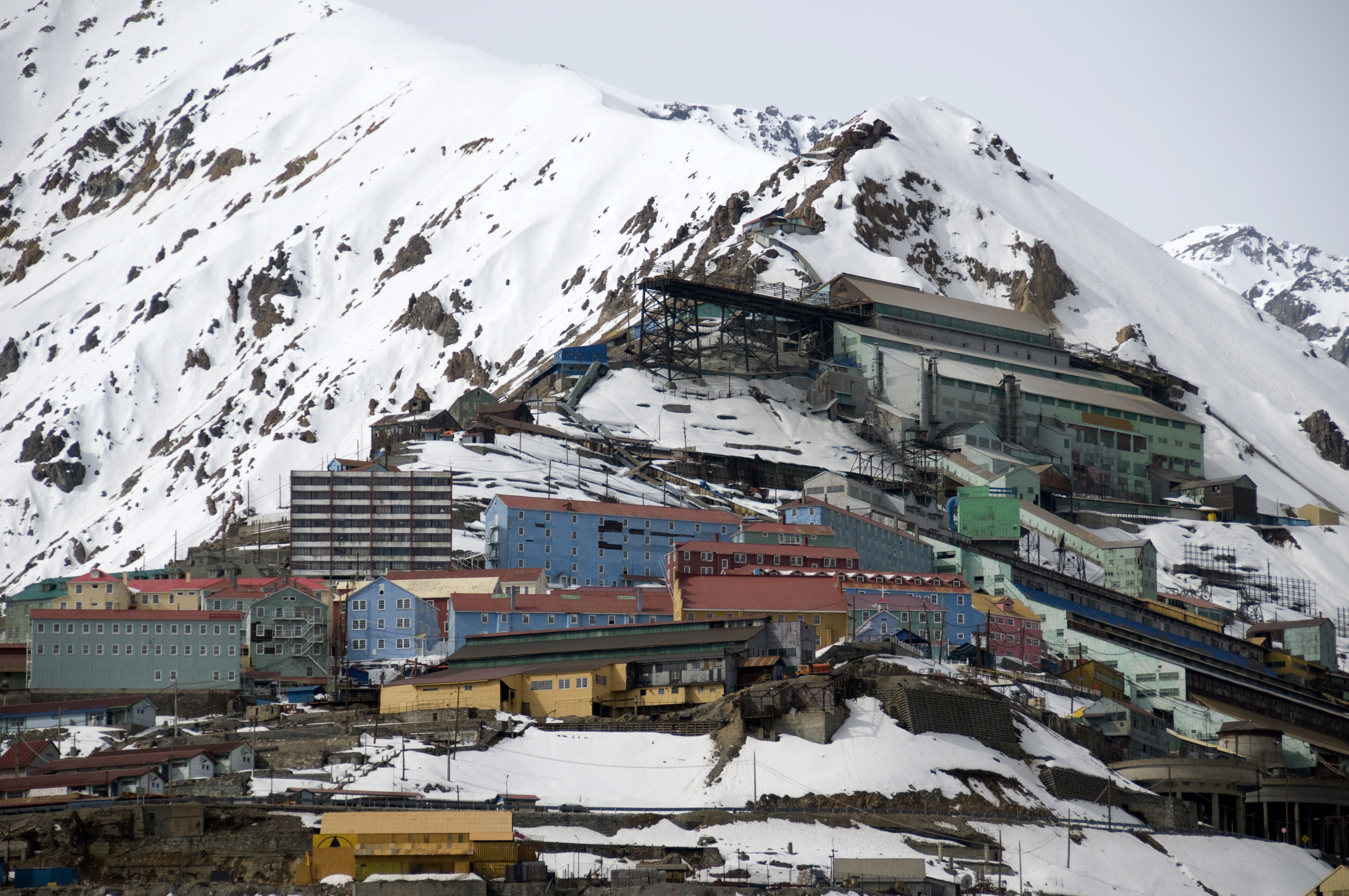
hornická osada Sewell
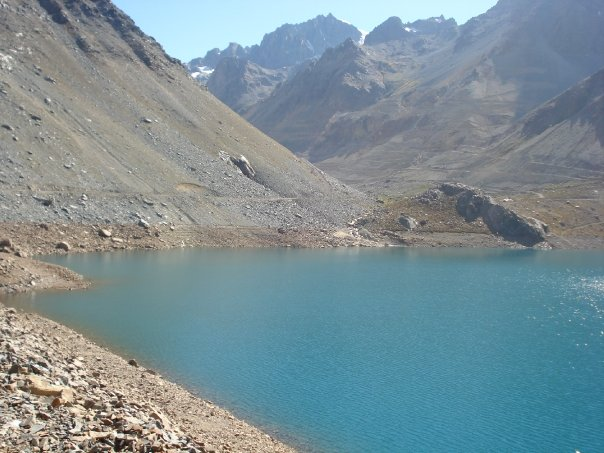
laguna Los Cristales